# Monte Comán (Mendoza)
Monte Comán es una localidad y distrito del departamento San Rafael, provincia de Mendoza, Argentina.
El distrito de Monte Comán, se ubica al este de la ciudad de San Rafael distando 56 km de ésta. Tiene una superficie de 4305 km². ocupando el tercer lugar entre los distritos "Sanrafaelinos". Representa en superficie el 14% a nivel departamental y el 2,9% en el orden provincial. 
El 90 % de la población está establecida en el radio urbano, y solo el 10 % restante se ubica en la zona rural y subrural o ganadera. Se accede desde el sur a través de la ruta provincial 171 que pasa por el distrito de Real del Padre. Otra opción es la ruta nacional 146 por La Llave, que recibe al nombre de Camino la horqueta al dirigirse al noreste para alcanzar la ciudad de San Luis. Esta ruta se terminó de asfaltar en el año 1995 sin inauguración. La ruta provincial 153 se proyecta hacia el norte alcanzando la localidad de Las Catitas de Santa Rosa, donde se une con la ruta Nacional N° 7 que comunica la ciudad de Mendoza con Buenos Aires.

## Toponimia
El nombre del pueblo viene de la Sociedad Escocesa "Monte Cuman" creada por los herederos de Yohn Buchanam, si bien en 1825 estas tierras ya eran conocidas con este nombre.

## Límites
Norte: Departamento La Paz y Departamento Santa Rosa
Sur: Departamento General Alvear y Distrito de Real del Padre
Este: Provincia de San Luis y departamentos de La Paz y General Alvear.-
Oeste: Distrito de La Llave y Cuadro Nacional.

## Historia

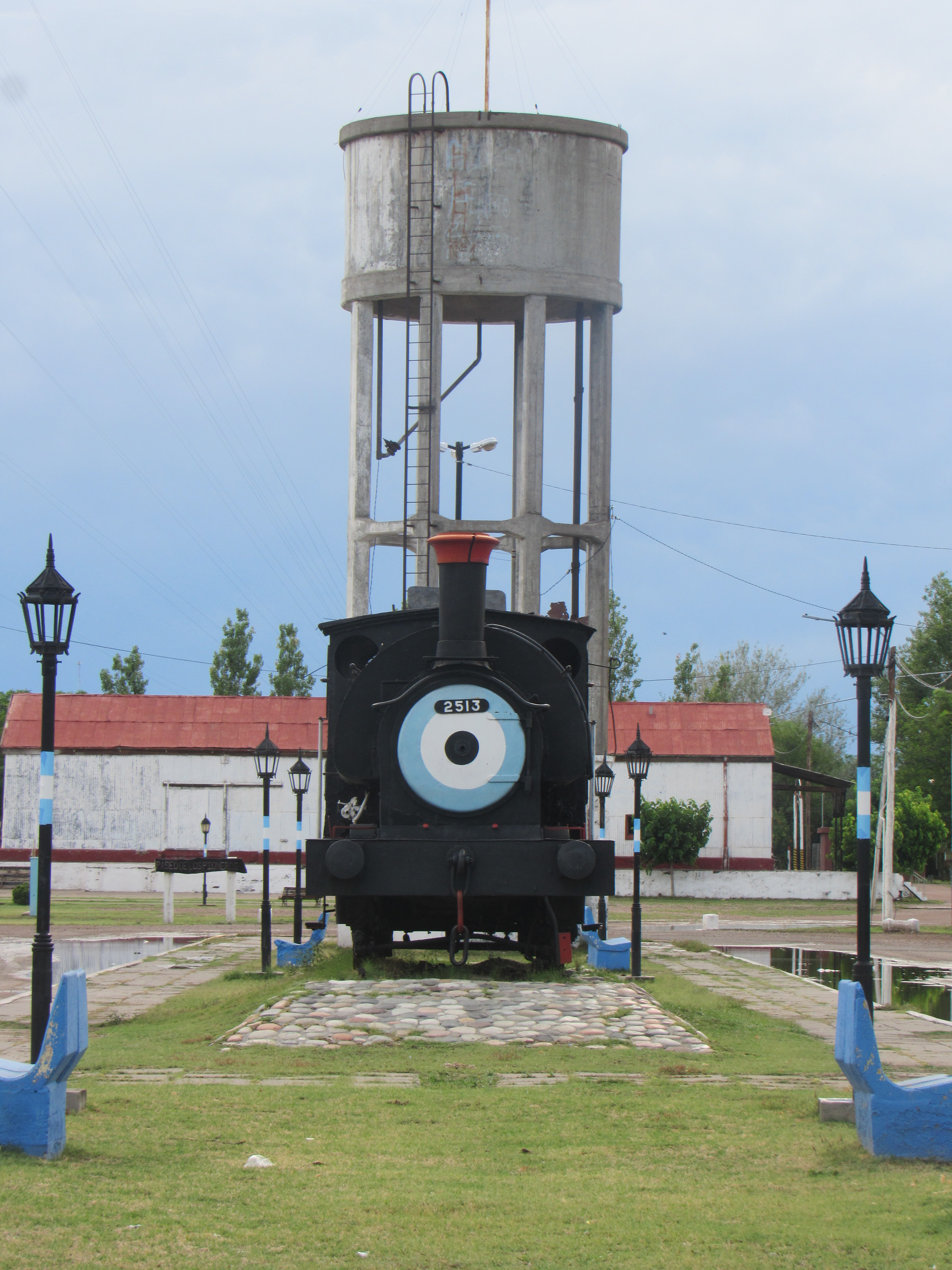
Locomotora cerca de la antigua estación

El pueblo de Monte Comán se formó a partir de 1906 con la llegada de las primeras vías férreas y el posterior surgimiento de chacras y fincas.
La demanda de mano de obra exigida por la actividad ferroviaria constituyó el recurso más importante para la vida del distrito, acompañado a partir de 1935 con el surgimiento de la '''Fábrica Cirio''' y la firma '''Bernués Hnos'''. dedicada al desecado de frutas desde  1948.
La estabilidad laboral comenzó a decaer a partir de 1962 con el cierre de la '''fábrica Cirio'''. En 1994 se paraliza totalmente en ferrocarril en el sur mendocino, después de haber sido concesionada un año antes a una empresa privada y en 1998 se produce la quiebra de la firma '''Bernués Hnos'''.
El cierre de la '''fábrica Cirio''', como la quiebra de la Empresa '''Bernués Hnos'''. significaron un gran golpe para la economía del distrito, pero indudablemente la hecatombe mayor se produjo con la paralización del sistema ferroviario, produciendo la pérdida de más de 900 puestos de trabajo.
La concesión por el término de 30 años del servicio de cargas del ex ferrocarril San Martín a la empresa '''B.A.C.S.A.''', que paralizó totalmente sus actividades, sumió al distrito en una crisis socioeconómica, de la cual nunca se recuperó.
Su geografía cubierta de algarrobos, jarillas y chañares convivieron libremente la fauna autóctona y nuestros primitivos habitantes. Y uno de ellos el Cacique Goico, fue el primero en quedar en la historia como primer dueño y Señor de esta vasta comarca sanrafaelina, a quien el gobierno por haber prestado servicio de ayuda en la campaña Libertadora, le reconoció la propiedad de los terrenos allá por las primeras décadas del siglo pasado. En 1826 Juan Guillies compra a Goico, en nombre de la Brown Buchanan Cía 330.000 has de campo que luego fueron vendidas a la '''The Monte Comán Company Ltda'''. Esta empresa interesada en el progreso de la zona propició el asentamiento de colonos contando en 1892 con 60 familias en el lugar las que habían cultivado casi 1562 has. Fue esta misma compañía quien a principios de siglo gestionó la llegada de los ramales del Ferrocarril Pacífico (Ferrocarril Buenos Aires al Pacífico) logrando con esto comunicarla en un primer momento con Mendoza por Guadales y luego con San Rafael y las demás estaciones ferroviarias del país. A principios de siglo los asentamientos poblacionales hasta ese momento eran escasos, comparándola con otras localidades del departamento, pero esta característica cambió, cuando en 1907 las tierras de Monte Comán Company, fueron compradas por Don Alfredo Israel, quien junto a Carlos Fauverty fundaron la colonia de Monte Comán, es decir parcelaron en pequeños lotes para la venta de los terrenos del pueblo y destinaron alguno de ellos para emplazar edificios públicos. En 1908 los apoderados de Alfredo Israel logran la concesión de agua de los ríos Diamante y Atuel convirtiendo a la zona en apta para tareas agrícolas, con esto consiguieron darle mayor valor a dichos terrenos los que fueron vendidos a los primeros colonos, en su mayoría inmigrantes que llegaron a la zona proveniente de Francia, Italia y España. La población debido a esto se cuadruplicó. Entre los primeros colonos podemos citar a Francisco Albert, Pacotter, Pablo Pater, Nicolás Elena Colomer y otros. La colonización de estas tierras concluiría posteriormente con las ventas realizadas por la compañía de Irrigación y Tierras de Mendoza; el Banco español del Río de la Plata. Surgiendo después de estas operaciones comerciales el nacimiento de las colonias Sáez (Goudge), Castillo, Colomer, Real del Padre y La Llave.
Concluida la primera década de este siglo y cuando ya estaban dados los primeros pasos, comunes quizás a los demás distritos, una nueva historia daría comienzo a Monte Comán. El 1 de diciembre de 1910 se inauguró oficialmente la estación ferroviaria Monte Comán, emplazada en la provincia de Mendoza, en le ramal Chacabuco - Monte Comán, distante 914 km de la estación Central de Retiro. Se emplazaría aquí el núcleo ferroviario del sur de la provincia, la playa de maniobras para girar y cambiar de dirección de las máquinas del tren, los talleres y posteriormente se construiría un confortable barrio de los ferroviarios para contener aquí a las familias de los empleados.- Toda la actividad comenzó a girar alrededor de la seguridad que ofrecía el Ferrocarril, la mayoría de su habitantes eran empleados ferroviarios y con el tiempo se logró formar allí una microciudad en donde se disfrutaban de todos los servicios y donde se convivía en un clima de verdadera hermandad.

### Primeros pobladores

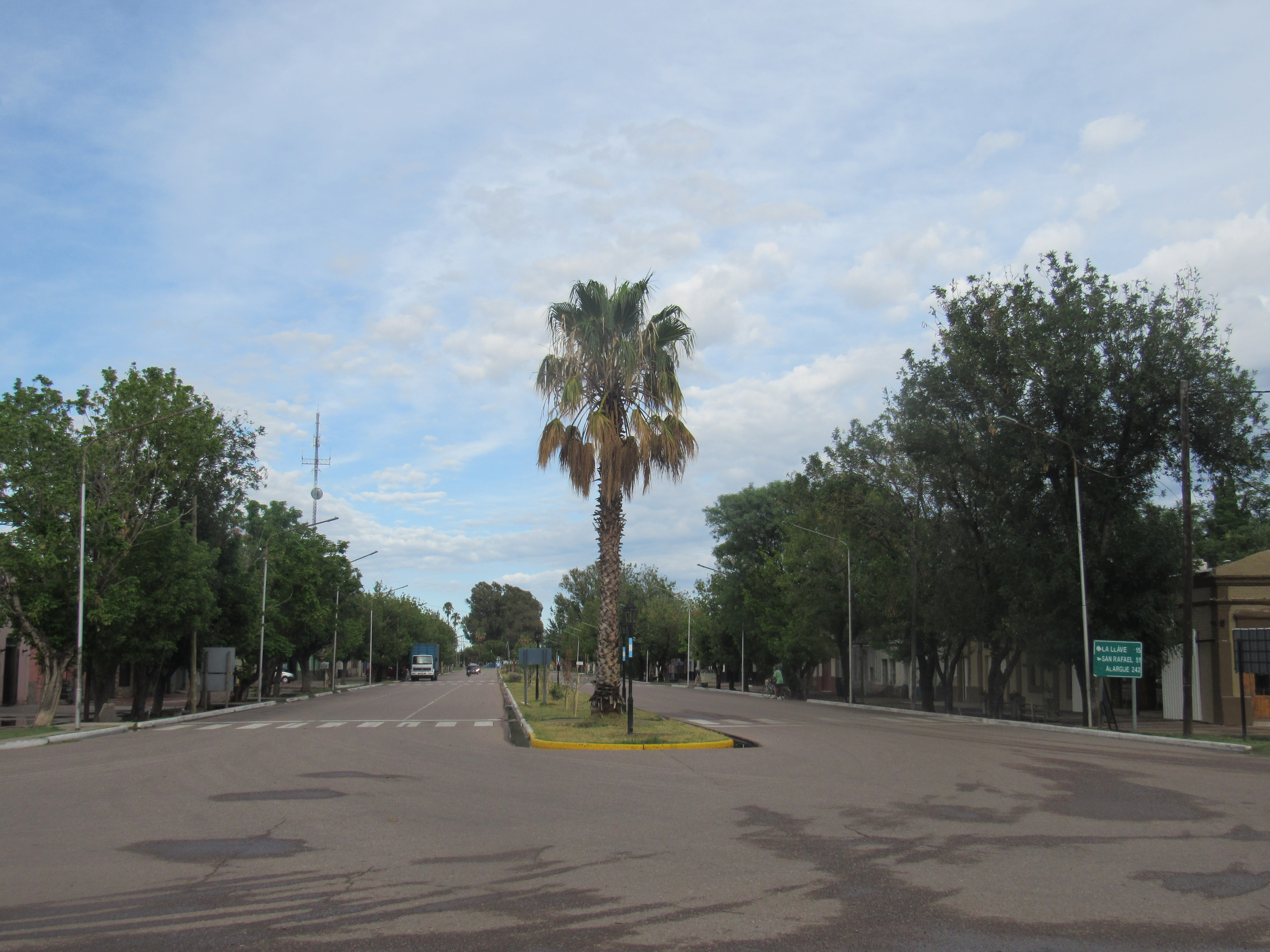
Ruta Nacional 146 atravesando Monte Comán

La mayor parte del territorio se encuentra ubicado al norte del río Diamante con 392.700 ha  aproximadamente, mientras el sector ubicado al sur del río citado arroja una superficie de 37.800 ha.-
Las primeras adquisiciones de tierras del sector norte se producen entre 1860 y 1912 en remates públicos, registrándose ocho propietarios originariamente. En 1860  Don Nicolás Marzona adquiere 8.791 ha en mayor extensión. En 1881 Don José Calderón compra 2.329 ha también en mayor extensión. En 1881 Don José V. Zapata adquiere 55.137  Ha.Entre 1881 y 1882 en cuatro operaciones comerciales Don Elías Godoy Palma recibe 179.087 ha. En 1883 Don Fernando Raffo compra 49.236 ha. En 1883 Don Eufemio Godoy adquiere 37.457 ha. Entre 1910 y 1912 Don Yhon Nelson y Santiago Hourcade adquieren 14.647 y 14.301 ha respectivamente.
El primer propietario legal de las tierras ubicadas en el sector sur, donde actualmente se encuentra el pequeño centro urbano, chacras y fincas de Monte Comán fue el cacique Vicente Goico, quien en mayor extensión las vende el 11 de mayo de 1825 al alférez de Dragones del Fuerte San Rafael Don Ángel Báez. Pocos días después, el 17 de mayo, las mismas son adquiridas por el poeta mendocino Juan Gualberto Godoy, quien a su vez las vende el 25 de julio al médico escocés Yohn Willies, quien había intervenido en las guerras napoleónicas integrando la armada británica. Un  año después, el 27 de julio de 1826 estas tierras pasan a manos de la sociedad Brown, Buchanam y Cía. capitalistas escoceses, que aportaron el capital necesario para que los anteriores propietarios, actuaran como testaferros.
A mediados de siglo esta sociedad construye precarias construcciones donde se vende la madera de algarrobo que los hacheros extraían de los extensos bosques que cubrían la región.-
Al morir Yohn Buchanam, sus herederos constituyen la Monte Cuman State Company Limited en 1889, sociedad que comienza a administrar la estancia "Monte Cuman" actualmente "Los Amigos" ubicada en el distrito de Goudge.

### Creación del Distrito
El 24  de marzo de 1890 se creó el distrito N° 5 de Cañada Seca y Monte Comán, conteniendo los actuales distritos de Cañada Seca, Goudge, Real del Padre, La Llave, Monte Comán y un  sector norte de General Alvear.-

### Colonización del Distrito
El 12 de julio de 1907 Don Alfredo Israel adquiere a la Sociedad Monte Cuman las 105.251 ha que hoy constituyen los distritos de Goudge, Real del Padre y los sectores de la Llave y Monte Comán ubicados al sur del río Diamante.-
El 11 de junio de 1911 se ofrecen en remate las chacras, fincas y zona urbana del actual distrito de Monte Comán, que Israel había hecho mensurar a fines de 1907 por intermedio del ingeniero italiano Juan Babacci.-

### El Ferrocarril

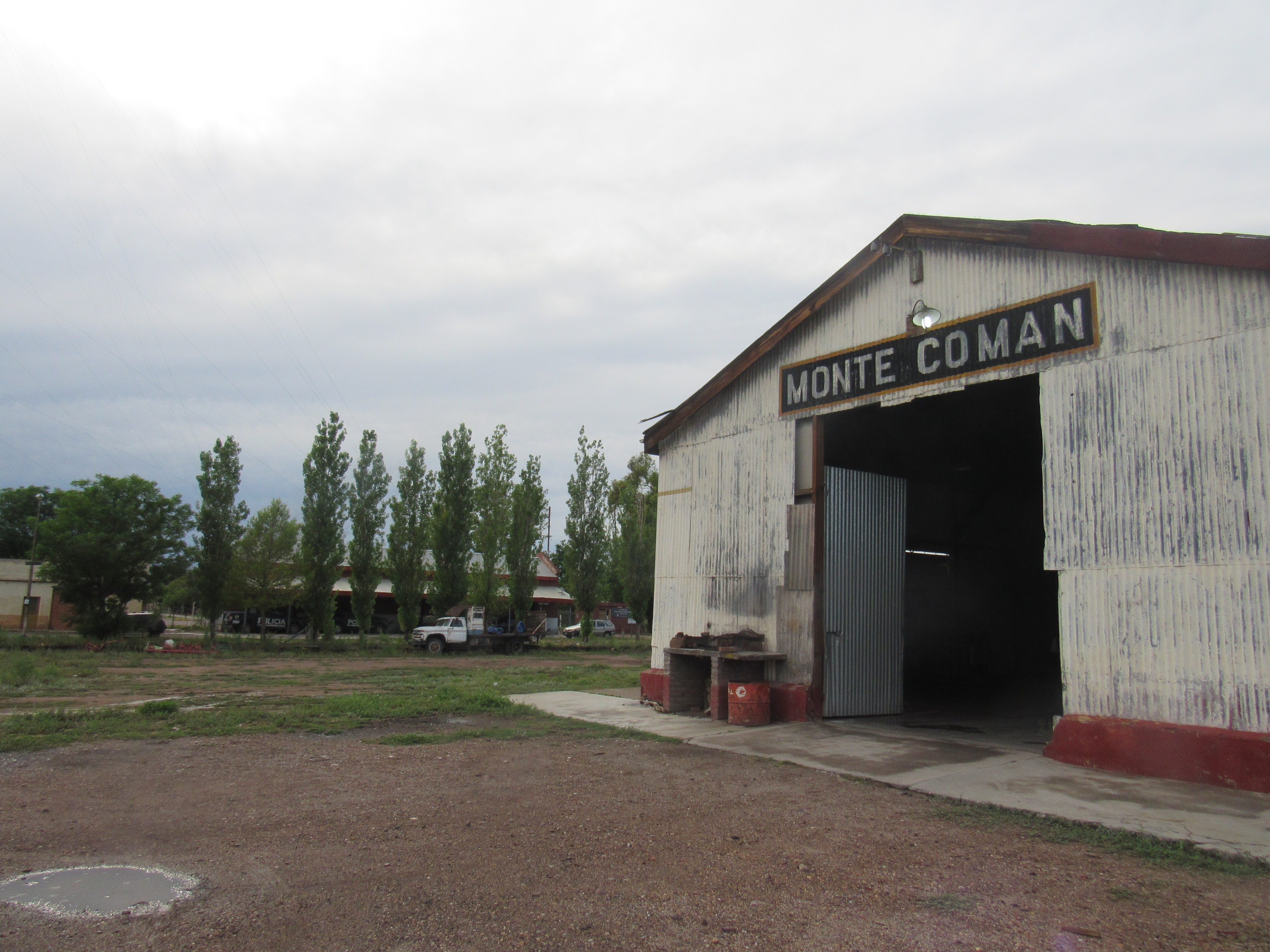
Antigua estación ferroviaria

El  20 de septiembre de 1904 el Congreso Nacional sancionó la  Ley 4.414 que determina la construcción de dos líneas férreas, que partiendo del ramal Catitas_San Rafael (actual estación Guadales) deben alcanzar las localidades de Buena Esperanza (San Luis) y Victorica (La Pampa)
La primera se construye regularmente, inaugurándose el  primer sector, Guadales- Monte Comán , el 11 de diciembre de 1908, y totalmente el 1 de diciembre de 1910. La restante que debía llegar a la localidad de Victorica solamente alcanzó Colonia Alvear, habilitándose el 30 de abril de 1912.-
A partir de 1908 la estación ferroviaria se denomina Monte Comán, nombre que originariamente tuvo la actual estancia Los Amigos, como ya se expuso.-
La construcción del ferrocarril determinó la llegada de numerosos inmigrantes que constituyeron un gran campamento, ubicado en las extensas playas que rodean la estación ferroviaria.
Ya comunicado directamente con las ciudades de San Rafael, Mendoza y Buenos Aires el distrito se convirtió en un eje ferroviario importante con el surgimiento de nuevos ramales que lo comunican con Villa Atuel, La Llave, Goudge, Cañada Seca, Rama Caída, Cuadro Benegas y Las Paredes.

### Poblamiento
El surgimiento de algunos comercios y hoteles, potenció el arribo de nuevos inmigrantes, que rápidamente encuentran en el ferrocarril una aceptable fuente de trabajo.
La construcción del canal El Vidalino y el posterior emplazamiento del dique sobre el río Diamante permite el regadío de las chacras y fincas que rodean el pequeño centro urbano, destacándose la Huerta Experimental de 212 ha que el B.A.P.  construye a partir de 1917.

### Instituciones Fundacionales
El 17 de abril de 1921 se funda el Club Pacífico (actualmente San Martín) constituyéndose en el más antiguo de los que actualmente practican fútbol en el departamento, y en 1923 se construye el salón de la Sociedad Española, conocido como "Cine Casa España"

### Decadencia económica
En 1935 se construye la fábrica "CIRIO" , que lamentablemente cerrará sus puertas en 1962.-
La concesión del ferrocarril realizado por el estado nacional a la empresa privada B.A.P.S.A. el 13 de junio de 1993 muestra sus consecuencias. El 31 de agosto de 1994 paralizó sus servicios en el sur mendocino dejando alrededor de 900 personas sin trabajo.-
La quiebra de la importante firma Bernués Hnos. en 1999 significó otro duro golpe para la estabilidad del distrito.-
El pueblo de Monte Comán se desarrolló dependiendo fundamente en los primeros años del ferrocarril, la ganadería y el agro. Las características particulares de estas actividades formaron también idiosincrasias dispares en sus habitantes.-
Los empleados del ferrocarril, salvo pocas excepciones constituyeron una población inestable. La posibilidad de mejorar su situación económica merced al ascenso de categoría, siempre vigente en las empresas del riel, obligaba a emigrar a otros centros ferroviarios. El desarraigo de esta gran masa fluctuante que superaba la media de la población  siempre atentó con la pertenencia que todo pueblo necesita.-
El desarrollo de la ganadería importante en los primeros años de vida del distrito, mermó ostensiblemente con la lluvia de cenizas que cubrió los campos del sur mendocino en 1932, como consecuencia de la erupción del volcán Quizá Pu del grupo del Descabezado.-
Los propietarios de la tierra para desarrollar la agricultura en menor escala, si constituyeron una población sedentaria.-

## Economía
Durante la mayor parte del siglo XX la principal fuente de recursos para Monte Comán fue la actividad ferroviaria, que paulatinamente comenzó a decaer hasta paralizarse totalmente en 1994 al pasar el ferrocarril San Martín a manos privadas. Actualmente sólo un 20 % de las tierras cultivables son utilizadas en agricultura. En los campos de características semiáridas que ocupan la mayor parte de la superficie de Monte Comán se desarrolla la ganadería.
Actualmente es un distrito ganadero, con 31.750 cabezas de ganado bovino, si bien la mayoría de los propietarios de estas tierras no residen en el distrito.
Los problemas socioeconómicos ocurridos en las dos últimas décadas han influido negativamente, reduciendo el número de pobladores, que alcanzó oficialmente su máximo en 1991 con  4864 pobladores. En 2001 la población ascendía a 4261 habitantes y en 2010 eran 3529 habitantes.

## Parroquias de la Iglesia Católica
| Diócesis  | San Rafael                  |
| --------- | --------------------------- |
| Parroquia | Asunción de la Virgen María |